# Max Pfleiderer
Max Pfleiderer (* 24. März 1877 in Reutlingen; † 9. Dezember 1936 in Stuttgart) war ein württembergischer Oberamtmann.

## Leben
Pfleiderer, Sohn eines Oberlehrers und evangelischer Konfession, studierte von 1894 bis 1898 Regiminalwissenschaften in Tübingen. Er war seit 1894 Mitglied der Studentenverbindung Burschenschaft im ADB Palatia Tübingen, der heutigen Alten Turnerschaft Palatia Tübingen. Er legte 1899 die erste und 1901 die zweite höhere Dienstprüfung ab.
1901 trat er in die württembergische Innenverwaltung ein. Er leitete als Oberamtmann das Oberamt Heidenheim von 1920 bis 1926. Danach war er beim württembergischen Innenministerium tätig. Dort wurde er 1927 Ministerialrat und Hauptberichterstatter des Geschäftsteils IV (Gemeinde- und Körperschaftssachen). Kurz vor seinem Tod wurde er 1936 Präsident der Ministerialabteilung für Bezirks- und Körperschaftsverwaltung.